# 鴨王 (上古)
鴨王（かも の きみ/かも の おおきみ、生没年不詳）は、古代日本の人物。天日方奇日方命（あまのひがたくしひがた の みこと）の名で知られ、鴨王の表記は懿徳天皇紀のみ。

## 系譜
『先代旧事本紀』「地祇本紀」によれば、父は都味歯八重事代主神（大己貴神の子）、母は活玉依姫（三島溝杭の娘）。事代主神が鰐となって活玉依姫のもとに通い、天日方奇日方命をはじめとする子が生まれたという。同書によれば、天日方奇日方命の妹には姫踏韛五十鈴姫命（神武天皇（初代天皇）の皇后）・五十鈴依姫命（綏靖天皇（第2代天皇）の皇后）がいるという。
『日本書紀』によれば、祖父は事代主神であるという。父の名は不明。
『古事記』によれば、父は大物主大神、母は活玉依毘売（陶津耳命の娘）であるという。
- 妻：日向賀牟度美良姫（ひむかのかむとみらひめ）[3]
  - 第1子：健飯勝命（たけいいかつ の みこと/たけいいかち の みこと）[3]
三輪氏・賀茂氏の祖。
  - 第2子：渟中底姫命（ぬなそこひめ の みこと）[3]
安寧天皇（第3代天皇）の皇后で、懿徳天皇（第4代天皇）などの母。

## 記録

### 日本書紀
『日本書紀』においては、懿徳天皇の母親渟名底仲媛命の父親として名が見えるのみで、事績については触れられていない。また崇神天皇紀では大田田根子の外祖父として奇日方天日方武茅渟祇（くしひかたあまつひかたたけちぬつみ）の名で現れる。

### 古事記
『古事記』においても、意富多々泥古の曾祖父として櫛御方命（くしみかたのみこと）の名が見えるのみで、やはり事績については触れられていない。

### 先代旧事本紀
『先代旧事本紀』の「天皇本紀」によれば、『日本書紀』と同じように懿徳天皇の外祖父であるほか、神武天皇2年2月2日に宇摩志麻治命とともに申食国政大夫（おすくにのまつりごともうすまちぎみ）に任命されたという。この申食国政大夫は大和王権時代の大連または大臣に相当するとも述べられている。

### 粟鹿大明神元記
『粟鹿大明神元記』では、久斯比賀多命と阿麻能比賀太命と分けられて記されている。久斯比賀多命は宇治夜須姫命を娶り阿麻能比賀太命と淳中底仲姫命をもうけ、墓は「泉国知努乎曽村」にあるという。そして、「大和氏文」から引用する形で、「太祁知遅若命」という別名も記している。
阿麻能比賀太命は意富多弊良姫を娶り櫛甑戸忍速栖浦浦稚日命をもうけたという。そして、「大和氏文」から引用する形で、「太祁弥賀乃保命」と言う別名も記している。

## 後裔

### 氏族
『先代旧事本紀』「天皇本紀」では、天日方奇日方命を大神君（おおみわのきみ）の祖としており、その他に鴨君、石辺君、宗像氏の祖とされる。